# 羅克福德鎮區 (堪薩斯州塞奇威克縣)
羅克福德鎮區（英語：Rockford Township）為美國堪薩斯州塞奇威克縣轄下的鎮區。2010年美国人口普查中此鎮區人口有22,784人。

## 地理
羅克福德鎮區涵蓋總面積為101.9平方（39.33平方英里），其中陸地面積為101.1平方（39.03平方英里），水域面積為0.78平方（0.30平方英里）或0.76%。海拔高度400（1,300英尺）。

## 人口統計
根據2010年美國人口普查，羅克福德鎮區人口有22,784人，其中男性有11,059人，女性有11,725人，人口密度為每平方公里223.77人，住房計8,738戶。鎮區內的白人有21,145人，非裔美國人有313人，美洲原住民有215人，亞裔美國人有261人，太平洋島裔美國人有30人，其他種族有160人，混血種族則有660人。此外鎮區內有1,020人為西班牙裔或拉丁裔美國人。此鎮區之年齡中位數為36.0歲，而男性年齡中位數為34.9歲，女性年齡中位數為37.1歲。

## 交通

### 主要公路
- 15號堪薩斯州州道